# François Fabre (prêtre)
Pour les articles homonymes, voir François Fabre et Fabre.
 L'abbé François Fabre (Saugues, 8 juillet 1854 - Saugues, 7 mai 1932) est un prêtre catholique séculier et un historien français.

## Biographie
Il naît à Saugues, dans le département de la Haute-Loire, en 1854. 
Très tôt, l'abbé François Fabre s'adonne à la lecture de tout ce qu'il peut trouver à Saugues, dans les archives de la collégiale Saint-Médard, de l'hôpital Saint-Jacques et de la municipalité. Dès l'âge de 28 ans, il commence à publier des articles, puis une série d'ouvrages historiques sur la région. Il est passionné de photo et s'intéresse à tout.
Il consacre notamment tout un chapitre dans Les notes historiques sur Saugues à la Bête du Gévaudan. Déjà en 1889, l'abbé Pourcher avait édité le premier ouvrage historique sur celle-ci. Or, François Fabre découvre aux archives de Clermont une série de documents qui avaient échappé à l'abbé. Il sera le premier à les publier en 1901 dans La Bête du Gévaudan en Auvergne.

## Ses publications
- Notes historiques sur Saugues (lire en ligne)
- La Bête du Gévaudan en Auvergne (lire en ligne)
- Monographie de la paroisse de Cubelles (lire en ligne)
- Monographie de la paroisse de Saint-Préjet-d'Allier
- Monographie de la paroisse de Servières
- Monographie de la paroisse de Venteuges (lire en ligne)
- « le château d'Ombret près Saugues (Haute-Loire) », Annales de la Société d'agriculture, sciences, arts et commerce du Puy,‎ 1889 (lire en ligne)
- Les seigneurs de Meyronne
- Les seigneurs des Salettes
- Les seigneurs de la Fagette
- Saugues pendant la Révolution (lire en ligne)